# 村之寫真集
《村之寫真集》是一部2004年日本電影，描述的是一個簡單的故事，沒有太多的特效，整部片一貫維持平靜恬淡的氣氛。故事從一個日本一處偏遠的小地方花谷村面臨即將興建水庫而消失的命運開始，當地的村公所為了留住家鄉之美，於是決定請當地的資深攝影師高橋研為村裡的每家每戶拍照，製作成一本可供紀念的「村之寫真集」。
村之寫真集曾獲第八屆上海國際影展最佳影片獎、最佳男演員獎（藤竜也）。

## 演員列表
- 高橋研一：藤竜也
- 高橋孝：海東健
- 高橋紀子：原田知世
- 高橋香夏：宮地真緒
- 植田進：大杉漣
- 水沢先生：吹石一恵
- 野原正治：甲本雅裕
- 宮島博：眞島秀和

## 外部連結
- 開眼電影介紹